# Euthera bicolor
Euthera bicolor är en tvåvingeart som beskrevs av Daniel William Coquillett 1902. Euthera bicolor ingår i släktet Euthera och familjen parasitflugor. Inga underarter finns listade i Catalogue of Life.